# Универзитет у Милану
Универзитет у Милану (итал. Università degli Studi di Milano) је државни универзитет у Милану. Са преко 60.000 студената један је од највећих универзитета у Европи. Један је од најбољих универзитета у Италији.